# John Wesley Hardin
John Wesley Hardin (26. května 1853 Bonham (Texas) – 19. srpna 1895 El Paso) byl americký pistolník a desperát, často popisován jako nejvražednější pistolník Divokého západu a jako jedna z jeho nejtemnějších figur.
Jeho otec byl metodistický kazatel a syna pojmenoval podle Johna Wesleyho. Byl zatvrzelý jižan a dle svých slov v dětství viděl podobiznu Abrahama Lincolna pálit tolikrát, že uvěřil, že je inkarnací samotného ďábla. Hardin zastřelil prvního člověka již v patnácti letech, byl jím osvobozený otrok jeho strýce jménem Mage, od té doby se skrýval před spravedlností, cestoval po Divokém západě a živil se jako kovboj i hazardní hráč. Byl známý prchlivou povahou a přesnou muškou. Ve svých pamětech se přiznal vraždě 27 lidí, ale je mu jich připisováno až 42, většinou ze zcela malicherných příčin, například když zabil muže přes pokojovou stěnu jen proto, že chrápal a lezlo mu to na nervy. Přesto se stal v texaském folkloru symbolem odporu starousedlíků proti zákonům, které jim po občanské válce vnucovali Yankeeové.
V roce 1877 byl zatčen texaskými rangery v Pensacole a odsouzen ke 25 letům vězení, z nichž si odseděl patnáct a půl. Ve vězení vystudoval práva a po propuštění se živil v El Pasu jako advokát. Vydal také knihu pamětí The Life of John Wesley Hardin as Written by Himself. 19. srpna 1895 večer byl v saloonu Acme a hrál kostky, když přišel místní konstábl a bývalý psanec John Selman Sr., se kterým se to odpoledne pohádal a stejně jako McCall Hickoka nebo Ford Jamese, zastřelil Hardina zbaběle zezadu do hlavy. Selmana zabil o rok později George Scarborough.
Bob Dylan po něm pojmenoval album John Wesley Harding (příjmení omylem uvedl s g na konci) a v titulní skladbě podává silně idealizovanou verzi Hardinových osudů. Také Johnny Cash o něm napsal píseň „Hardin Wouldn’t Run“. Ve filmu Maverick hraje Hardina Max Perlich a dokumentární sérii Pistolníci z roku 2014 v epizodě s názvem John Wesley Hardin, Temné srdce Texasu.